# Braye-sous-Faye
Braye-sous-Faye település Franciaországban, Indre-et-Loire megyében. Lakosainak száma 281 fő (2022. január 1.). Braye-sous-Faye Braslou, Chaveignes, Faye-la-Vineuse, Razines, Richelieu, Nueil-sous-Faye, Pouant és Sérigny községekkel határos.

## Népesség
A település népességének változása:
| Lakosok száma | 297  | 307  | 349  | 333  | 329  | 339  | 310  | 291  | 287  | 281  |
|               | 1968 | 1982 | 1990 | 2006 | 2013 | 2015 | 2017 | 2019 | 2020 | 2022 |